# José Rafael Revenga
José Rafael Revenga è un comune del Venezuela situato nello stato dell'Aragua.
Il capoluogo del comune è la città di El Consejo.